# Abra de Poitiers
Abra de Poitiers (/ˈæbrə/), aussi appelée Abre, Apra ou Afra (née en 342 ou 343, morte en 360) est une sainte reconnue par l’Église catholique et l’Église orthodoxe. 
Son existence est incertaine, elle aurait été la fille d'Hilaire de Poitiers.

## Biographie
Si l'on sait qu'Hilaire de Poitiers est marié,  l'existence d'Abra est cependant incertaine : elle est ainsi attestée par des récits hagiographiques postérieurs de deux siècles à la vie d'Hilaire. En particulier, une lettre qu'Hilaire lui aurait envoyée est considérée comme une invention médiévale,. Dans cette lettre, il s'intéresse à son sort et échange avec elle sur la santé de sa mère.
Dans les manuscrits existant recensant des hymnes pseudépigraphiques d'Hilaire, elle est nommée Abra, Afra ou Apra. Selon les récits légendaires médiévaux, son père aurait assisté à sa mort.
Son existence elle-même est controversée, certains chercheurs soutiennent qu'elle ne serait pas la fille d'Hilaire de Poitiers ou qu'elle n'aurait jamais existé.
Sa fête est célébrée localement le 12 décembre à Poitiers. Les moniales de l'ancienne abbaye Sainte-Croix ont longtemps célébré son culte.  
Le pont d'Abra porte son nom à Petreto-Bicchisano, en Corse.

## Postérité

### Littérature
Elle est comparée au personnage biblique de Sarah par certains auteurs médiévaux.
Montaigne cite (Essais vol. 1, chap. 33) l'événement de sa mort, qu'il connaît à travers les sources médiévales, pour appliquer la situation à son époque.

### Vierges consacrées
Hilaire de Poitiers et Martin de Tours sont à l'origine de plusieurs conversions, baptêmes et vocations de jeunes filles, jusqu'à vouer entièrement leurs vies comme vierges consacrées. L'engagement sans faille en sainteté de l'évêque de Poitiers et l'influence de sa fille Abra gagna nombre d'esprits. Les archives ont retenu quatre noms de filles s'étant dédiées à Jésus-Christ autour de Poitiers : Florientia (Florence), Virgana (Vergue), Neomadia (Néomaye) et Troecia (Triaise).